# Batalla de Cal·linícon
La batalla de Cal·linícon tingué lloc el 19 d'abril del 531. S'hi enfrontaren els exèrcits de l'Imperi Romà d'Orient comandats per Belisari i forces de cavalleria sassànides dirigides per Azaretes. Després de la seva desfeta a la batalla de Dara, els sassànides envaïren Síria en un intent d'invertir el curs de la guerra, però la ràpida resposta de Belisari frustrà el seu objectiu. Les tropes romanes maniobraren per empènyer els perses cap a la frontera de Síria i seguidament forçaren una batalla que acabà amb una victòria pírrica per als sassànides.